# Onthophagus tonsus
Onthophagus tonsus là một loài bọ cánh cứng trong họ Bọ hung (Scarabaeidae).